# 도미니카 공화국의 대외 관계
이 본문은 도미니카 공화국의 대외 관계에 대한 설명이다.

## 각국과의 대외 관계
| 국기                   | 수교 | 관계 |
| ---------------------- | ---- | --- |
| 대한민국               |      | 수교국이다. 도미니카 공화국에 대한민국 외교부 산하단체인 한국국제협력단(KOICA)지역사무소가 있으며 코이카 봉사단원이 각 지역에서 활동하고 있다. |
| 조선민주주의인민공화국 |      | 현재 외교 관계가 수립되어 유지중이다. |
| 중화인민공화국         |      | 외교관계가 없었으나 최근 대만과 단교하고 외교관계를 수립했다.                                                                                  |
| 중화민국               |      | 외교관계가 수립되어 있었으나 최근 단교했다. |
| 아이티                 |      | 유일하게 국경을 맞대고 있는 가까운 이웃나라이지만, 이 나라와 난민 문제로 심각한 갈등이 있다.                                                   |
| 미국                   |      | 도미니카 공화국은 미국과는 특별히 국민 감정으로 퍼지지는 않았으며, 지금의 관계는 통상적인 관계를 유지한다.                                     |

## 그밖의 국가들과의 관계
자메이카, 쿠바와도 깊은 무역관계를 유지하고 있으며, 주변국과도 그리 감정적이지는 않는 편이다.

## 같이 보기
- 도미니카 공화국의 재외공관 목록